# ТПХ Русклимат
Торгово-производственный холдинг (ТПХ) «Русклимат» – российская компания, специализирующаяся на разработке, производстве, продаже и сервисном обслуживании климатического оборудования: бытовых и промышленных систем  вентиляции, кондиционирования, отопления, водоснабжения и очистки воздуха.
Основана в 1996 году для монтажа теплых полов и кондиционеров. К 2014 году «Русклимат» преобразуется  в торгово-производственный холдинг. На конец 2022 года в  состав холдинга входят  несколько производственных предприятий , научный центр по разработке климатической техники , региональная сбытовая сеть из 175 представительств, региональные распределительные центры в Краснодаре, Самаре, Екатеринбурге, Новосибирске, Иркутске, Владивостоке, 25 инженерных центров комплектации формата Cash&Carry . В списке крупнейших компаний России РБК 500 "Русклимат" (ООО «Р-Климат») занял 466 место .
Общая численность сотрудников  - более 5 тыс. человек.  Председатель совета директоров  -  Михаил Валерьевич Тимошенко.

## Технопарк «Русклимат ИКСЭл»
В 2014 году г. Киржач Владимирской области на территории бывшего предприятия «Автосвет»  «Русклимат» создает технопарк инженерных, климатических систем и электроники «Русклимат ИКСЭл». На территории 34 га открываются предприятия по производству климатической техники и комплектующих к ней.
На конец 2022 года на территории «Русклимат ИКСЭл» расположены 9 промышленных предприятий-резидентов технопарка общей численностью 2,5 тыс. сотрудников .
Среди резидентов технопарка:
- Производственный филиал «Ижевского завода тепловой техники» (ООО «ИЗТТ»). Производитель тепловой техники: газовые инфракрасные обогреватели, электрические конвекторы, электрические водонагреватели. Мощность предприятия: 1 млн. изделий в год .
- Промышленная группа Royal Thermo (ООО «Роял Термо Рус»). Производитель радиаторов отопления.  В 2014 году запущено производство алюминиевых и биметаллических радиаторов методом литья под давлением мощностью 16 млн секций в год. В 2018 году завод по производству стальных панельных радиаторов мощностью 1,2 млн. единиц  в год. [9]
- Предприятие «ВентИнжМаш» (ООО "ВКО"). Производитель  систем вентиляции и кондиционирования промышленного и полупромышленного назначения под брендом Ballu. Производственная мощность – 1 млн. единиц оборудования в год. [10]
- Федеральный распределительный центр «Русклимат».
- Предприятие  Shuft Technologies (ООО «Шафт Технолоджи»). Производитель компонентов для систем вентиляции и кондиционирования: вентиляторы, модульные элементы, оборудование для автоматизации, воздухораспределители, моноблочные вентиляционные установки. Производственная мощность  более 1,5 млн. единиц оборудования в год.[11]

В рамках государственной  программы  импортозамещения локализация производства предприятий технопарка по ряду наименований товаров – достигла 99%. 
В июне 2022 года технопарк был включен в реестр  Минпромторга РФ .  

## Особая экономическая зона (ОЭЗ) "Владимир"
«Русклимат» стал инициатором создания Особой экономической зоны (ОЭЗ)  на территории Владимирской области. ОЭЗ «Владимир» объединит новые предприятия Киржачского и Александровского районов области, в том числе новые предприятия «Русклимат ИКСЭл» . ОЭЗ позволит создать в регионе около 6000 новых рабочих мест . Председатель Правительства РФ Михаил Мишустин подписал постановление о создании особой экономической зоны (ОЭЗ) "Владимир" промышленно-производственного типа. RG.ru (декабрь 2022).

## Технопарк «ИКСЭЛ Сарапул»
В июле 2022 в  Удмуртской Республике в г. Сарапул началось строительство нового технопарка «ИКСЭл–Сарапул»
. Под него было выделено 5,8 Га. Это второй технопарк ТПХ «Русклимат», резиденты которого будут производить климатическое оборудование и комплектующие к нему. Технопарк создаст в Сарапуле более 400 новых рабочих мест. Якорным резидентом нового технопарка станет завод «ИЗТТ-Сарапул» , который будет производить трубчатые нагревательные элементы. Технопарк построят на территории опережающего социально-экономического развития (ТОСЭР) «Сарапул» .

## Участие в ассоциациях и объединениях
В 2021 году при участии ТПХ «Русклимат» была создана Евразийская ассоциация рынка отопительных систем (ЕВРАРОС), объединяющая  ведущих производителей климатического оборудования и экспертов рынка . В ассоциацию входят более 20 предприятий отрасли из России и других стран  ЕАЭС . 
В 2022 году ТПХ «Русклимат» стал инициатором создания Межрегионального промышленного кластера "ИКСЭл", объединяющего 13 предприятий Владимирской области и Удмуртии. В рамках объединения поставщики сырья и комплектующих обеспечат потребности промышленных предприятий климатической отрасли. Соглашение о развитии кластера было подписано на  25-м Петербургском международном экономическом форуме с главой Удмуртской Республики Александром Бречаловым и главой Владимирской области Александром Авдеевым. .